# Orceolina
Orceolina is een monotypisch geslacht van korstmossen behorend tot de familie Trapeliaceae. Het geslacht bestaat alleen uit de soort Orceolina kerguelensis.